# Sant Martí de Capsec
Sant Martí de Capsec és una església romànica de la Vall de Bianya (Garrotxa) inclosa a l'Inventari del Patrimoni Arquitectònic de Catalunya.

## Descripció
És una església d'una sola nau, volta apuntada i una cornisa que corre els murs. Durant els segles XVII-XVIII va ser ampliada per tal de fer capelles laterals. Cal destacar que el temple havia tingut tres absis i planta de creu llatina. Actualment es conserva l'absis central, amb una finestra cega a l'interior que serveix de fornícula per la imatge del sant titulat. De les dues absidioles només resta la del costat nord, l'altre es malmeté en construir la sagristia.
Hi ha dues pedres que daten les reformes, una al campanar, amb la data de 1771, i una pedra cantonera al mur nord, que diu" ANTONI GURT 1675".
Hi ha una pica baptismal romànica situada a l'interior de l'església. d'immersió decorada amb un cordó trencat que l'envolta a la part baixa, i un altre cordó a la part alta, del qual pengen uns creus i dues mans, motius únics a la diòcesi gironina pel que a piques baptismals es refereix. Amida 90cm de diàmetre i 77cm d'alçada.
Hi ha una pica d'aigua beneïda situada a l'interior de l'església. Ornada amb motius florals i de data molt posterior a la pica baptismal. Amida 35cm d'alçada sense el pedestal de vuit cares que amida 50cm i 60cm de diàmetre.
Al seu interior es conserven una sèrie d'altars realitzats entre els segles xviii i xix.

## Història
L'església parroquial del poble de Capsec està ubicada als peus de la serra de Malforat. En els documents apareix com a "Sancti Martine de Cullule Sicco" (1033). Aquest topònim s'anirà modificant: "Cuilissicco" (1079), "Cuisil" (1094), "Cuil-sech" (1117), "Culsech" (1208), "Cuilsico" (1214, "Cubilissicco" (1269, "Campsech" (1358, "Cubilisico" (1392) i "Capitesico" (1691).
Igual que la resta de la demarcació, Sant Martí va pertànyer molt de temps al monestir de Sant Pere de Camprodon. Segons consta a les pastorals, el temple va ser molt modificat durant els segles XVII-XVIII.